# عصا القيادة
- 1.العصا
- 2.القاعدة
- 3.الزند
- 4.أزرار إضافية
- 5.زر النار الذاتي
- 6.الحنجرة
- 7.زر التحويل
- 8.كأس الامتصاص

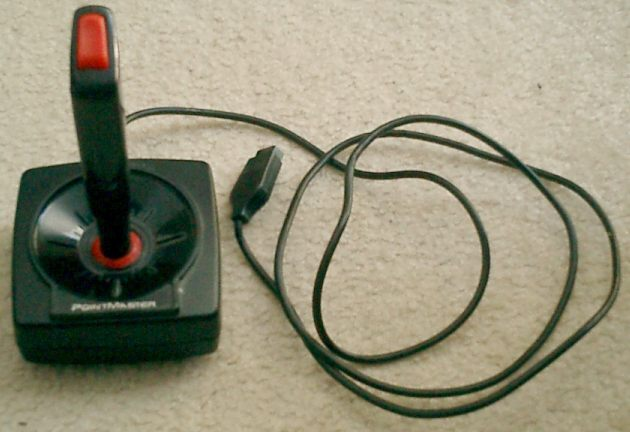
عصا تحكم من إنتاج سنة 1980

عصا القيادة (بالإنجليزية: Joystick)‏ جهاز إدخال يتكون من عصا تدور على محور وتُبلّغ إحداثياتها للجهاز المتحكم بها. عصا التحكم هي جهاز التحكم الأساسي في قمرة الكثير من الطائرات المدنية والحربية. يستخدم في أجهزة ألعاب الفديو أو ألعاب الحاسبة لتحريك الشخصية أو بطل اللعبة أو قيادة مركبة أو سيارة، حسب ماتتكون منه اللعبة الإلكترونية وتقتضيه من حركة وتحكم للوصول إلى مراحل جديدة.. عادة تستخدم كلتا يدي اللاعب في مسك عصا التحكم.
عصا التحكم نوع قديم نسبيا كان يستخدم سابقا في الألعاب البسيطة التي تتطلب الحركة البسيطة للاتجاهات الاربعة وزر أو زرين يستخدمان مثلا (للقفز وإطلاق النار) أو (إطلاق نار إلى الامام وإطلاق نار للخلف) أو - كما في لعبة التنس مثلا- زر لضرب الكرة للامام وبقوة وزر لضرب الكرة عاليا ومقوسة.. إلخ من الامثلة على هذا النوع البسيط من عصا التحكم.
يد التحكم هو النوع الذي بدء بالاعتماد عليه في الألعاب لإمكانية الوصول إلى ازراره بكل سهولة - باستخدام ثلاث اصابع في كل يد - لبدء تطور الألعاب الإلكترونية وزيادة تعقيدات الحركة والتحكم والتخصص في قيادة اللعبة ودخول الألعاب مرحلة ثلاثية الابعاد فأصبح من المعروف جداً وجود زر خاص لتحريك كاميرة مشهد اللعبة لعدة اتجاهات يمينا وشمالا وفوقا وتحتا كذلك زر لمشاهدة خرائط اللعبة - لكون مراحل اللعبة أصبحت طويلة ومسافات بعيدة وأماكن كثيرة - فوجب إضافة ازرار كثير يتعذر استخدامها بسهولة في النوع الأول من عصا التحكم (Joy Stick). من أوائل أنواع عصي تحكم هذا النوع هو في جهاز ألعاب فديو من إنتاج شركة NEC... أشهر عصي تحكم هذا النوع هو عصا تحكم جهاز بلاي ستيشن بكل إصداراته. كذلك عصا تحكم جهاز ألعاب الفديو (X-Box) بإصداريه.
هناك نوع جديد من عصي التحكم الذي طور من أجل النينتندو وي يتكون من يدي تحكم - واحدة لكل يد - تتأثر بحركة اليد والشخص اللاعب ولاتعتمد على الازرار كلياً كما في النوعين السابقين - الا في يد تحكم بلايستايشن 3 فقد اعتمد على حركة اليدين كجزء جديد اضافي في اللعب -، كان مثيل هذا النوع من يدي التحكم سابقا مسدس التصويب في ألعاب (صيد البط أو مبارزة مسدسات رعاة البقر عصابات غرب أمريكا).
تستخدم عصا التحكم في الكثير من الآلات، مثل الرافعات، والشاحنات، وأجهزة العمل في الأعماق، والكراسي المتحركة، وكاميرات التحكم. كما تستخدم عصا ألعاب صغيرة في بعض الأجهزة الإلكترونية الصغيرة مثل الهواتف المحمولة.

## التسمية
تسمَّى عصا القيادة أيضاً عصا المرح أو عصا اللعب، وذكر لها محمود حمدان في معجمه أحد عشر اسماً هي حسب ترتيب الورود: ذراع التحكم وعمود التحكم وذراع السيطرة وعصا التحريك وعصا القيادة وعمود التوجيه وعمود الإدارة وعصا الألعاب ومِسْلاة ومِحْرَاك.